# Pedra Grande
Pedra Grande, município no estado do Rio Grande do Norte (Brasil). Localizado na microrregião do Litoral Nordeste, sua área territorial é de 221 km² e sua população foi estimada em 3 729 habitantes, conforme dados do IBGE em 2024.